# Bacino di Verchnetulomskij
Il bacino di Verchnetulomskij (in russo Верхнетуломское водохранилище?, Verchnetulomskoe vodochranišče) è un bacino idrico nella parte nord-occidentale della Russia europea, sulla penisola di Kola. Si trova nell'oblast' di Murmansk.

## Descrizione
Il bacino si è formato in seguito alla costruzione della diga della centrale idroelettrica di Verchnetuloma (Верхне-Туломская ГЭС) sul fiume Tuloma e sul lago Notozero, completata nel 1964-1965. La superficie dell'acqua è di 745 km², 80 m s.l.m., il volume 11,5 km³, la lunghezza 120 km, la larghezza massima 20 km, la profondità massima 40 m. Il bacino idrografico misura 17100 km². È il più grande bacino idrico della regione di Murmansk in termini di volume totale e utile. In esso confluiscono i fiumi Nota e Lotta. Emissario il Tuloma. 
Poco a est della centrale idroelettrica, sul fiume Tuloma, sorge il villaggio di Verchnetulomskij. Il bacino viene utilizzato per scopi energetici, per il trasporto di legname e per l'approvvigionamento idrico. Vi si praticano la pesca e attività ricreative sull'acqua.